# 小行星3015
小行星3015（3015 Candy）是位于小行星带的小行星，拱点距离地球约2.835 天文单位，离心率为0.165，轨道周期为2285天（6.26 年）。
该小行星在1980年11月9日由愛德華·鮑威爾在洛威尔天文台发现，並以英國天文學家邁克爾·P·坎迪（Michael P. Candy）命名。